# لیگ برتر بسکتبال زنان ایران ۱۳۹۰
لیگ برتر بسکتبال زنان ایران ۱۳۹۰ دهمین دوره‌ی لیگ برتر بسکتبال زنان ایران بود که در اسفند ۱۳۹۰ به پایان رسید. این مسابقات با حضور ۱۶ تیم در ۲ گروه آغاز شد. 
در گروه اول، تیم‌های آرارات تهران، شرکت ملی گاز تهران، نیکان ترابر تهران، حجاب شیراز‌، مهرام تهران، صدرا شیراز، شرکت مانیزان کرمانشاه و شهرداری کرمان جای گرفتند. در گروه دوم نیز تیم‌های هیئت بسکتبال قزوین، فولاد ماهان اصفهان (تینا)، صابری تهران، تیام تهران، شهرداری بندرعباس، رشد دانه گرگان، وحدت آریا تهران و هیئت بسکتبال سنندج به رقابت پرداختند.
۴ تیم برتر هر گروه به مرحله پلی‌آف رسیدند که در آن، تیم آرارات تهران و شهرداری بندرعباس، تیام تهران و گاز تهران، هیئت بسکتبال قزوین و نیکان ترابر تهران، فولاد ماهان اصفهان (تینا) و هیئت بسکتبال فارس دو به دو مقابل هم قرار گرفتند.
۴ تیم مهر آمین قزوین، فولاد ماهان (تینا) اصفهان، گاز تهران و آرارات تهران به مرحله نهایی مسابقات صعود کردند.
در پایان تیم مهر آمین قزوین در این مسابقات به قهرمانی رسید. فولاد ماهان سپاهان نیز به مقام نایب قهرمانی دست یافت. تیم گاز تهران نیز به مقام سومی مسابقات رسید.

## رده‌بندی پایانی
| رتبه | تیم                       | صعود و سقوط |
| ---- | ------------------------- | ----------- |
| ۱    | مهر آمین قزوین            |             |
| ۲    | فولاد ماهان (تینا) اصفهان |             |
| ۳    | گاز تهران                 |             |
| ۴    | آرارات تهران              |             |
| ۵    | تیام تهران                |             |
| ۶    | شهرداری بندرعباس          |             |
| ۷    | هیئت بسکتبال فارس         |             |
| ۸    | نیکان ترابر تهران         |             |
| ۹    | فرزانگان وحدت آریا تهران  |             |
| ۱۰   | شهرداری کرمان             |             |
| ۱۱   | حجاب شیراز                |             |
| ۱۲   | صابری تهران               |             |
| ۱۳   | هیئت بسکتبال سنندج        |             |
| ۱۴   | رشد دانه گرگان            |             |
| ۱۵   | نیروانا صنعت قرن کرمانشاه |             |
| ۱۶   | مهرام تهران               |             |

## ترکیب تیم‌های برتر
ترکیب تیم قهرمان مهر آمین قزوین عبارت است از: رقیه نجفی، مژگان خدادادی، سعیده علی، بنفشه دهقان، شادی شریف پور، سارا مرشدی، آتوسا اسمعیلی، رکسانا خوشنویسان، الناز صالحی، مریم حیدری، هاسمیک مامی کونیان، نیلوفر کامیاب، مینو نوروزی، راشیدیت ادن سادیک. سرمربی : افسانه حسن نایبی، کمک مربی : مینا شریفی، سرپرست : فاطمه حسن نایبی
ترکیب تیم نایب قهرمان فولاد ماهان سپاهان (تینا) عبارت است از: آرمینه پطرس، معصومه اسماعیل زاده، سپیده جعفری، زهره خالقی، آزاده زمانپور،‌فریبا جزینی، الهام رنجبر، سمانه هرچگانی، بهاره زوارزادگان، بهار رحمت الهی،‌ زهره نویدزاده، لوسینه آسادوریان، نادیا راما، پرنیا اثنی عشری،  لعبت اباذری. سرمریی : زهره امیری، مربی : سعیده نجاتی، سرپرست : زهره چگونیان، تدارکات : بهنوش هارونی،‌ پزشک : دکتر مریم میرشمس
ترکیب تیم سوم لیگ، گاز تهران عبارت است از: گلاره کاکاوندپور، غزال فراهانی،‌ سارا صادق،‌ دلارام وکیلی، گلنوش صدق روحی، نگار طاعتی زاده، تهمینه فراتی، منا سادات بهبهانی، آزاده سادات معینی، روژانا محمودی، زهرا زمانی، شهرزاد حاج علیانی، پاتریسا چکوما. سرمربی : فرانک طیاری، مربی : ناهید ادیب پور، کمک مربی : اکرم شعله رسا، مربی بدنساز : آرپی قالوسیان پکاجکی، سرپرست : فاطمه لک، آمارگیر : فائقه فراتی.